# Tanxugueiras
Le Tanxugueiras sono un gruppo musicale spagnolo, originario della Galizia, fondato nel 2016. Il gruppo è composto dalle tre pandereteiras Aida Tarrío e dalle gemelle Olaia e Sabela Maneiro.

## Storia
Il gruppo è salito alla ribalta verso la fine del 2016, quando un video della loro esibizione come gruppo di supporto per la Banda das Crechas durante un concerto a Glasgow in stile panadeiras, un genere musicale tradizionale della Galizia, è diventato virale sui social media.
Nel 2018 hanno pubblicato l'album di debutto omonimo, che ha vinto il premio MIN per il miglior album in galiziano. Nello stesso anno, dopo alcune collaborazioni musicali con artisti del calibro di Guadi Galego, i NAO e i SonDaRúa, il gruppo ha intrapreso un tour in giro per il mondo, esibendosi a Cuba, India, Svizzera e Scozia.
Nel 2019 al gruppo è stato conferito il premio Martín Codax da Música nella categoria musica galiziana e popolare. A novembre dello stesso anno è stato pubblicato il secondo album, Contrapunto, che nel 2020 ha ricevuto una menzione tra uno dei migliori album al mondo a World Music Charts Europe, riuscendo ad entrare nella classifica LP spagnola in 52ª posizione.
Nel 2021 il gruppo è stato confermato fra i quattordici artisti partecipanti a Benidorm Fest 2022, il nuovo processo di selezione per la scelta del rappresentante spagnolo per l'annuale Eurovision Song Contest, con Terra, il primo brano nella storia della partecipazione iberica ad essere scritto interamente in galiziano. Dopo essersi qualificate dalla semifinale, si sono piazzate al 3º posto su 8 partecipanti nella finale del festival. Il 28 gennaio 2022 viene pubblicato il singolo Averno in collaborazione con Rayden, altro finalista del Benidorm Fest 2022.
Il 29 luglio 2022 viene pubblicato il terzo album in studio del gruppo, Diluvio, che è stato precedentemente anticipato dai singoli Pano corado, Desidia e Seghadoras, pubblicati tra i mesi di maggio e giugno dello stesso anno.

## Formazione
- Aida Tarrío – voce e tamburello (dal 2016)
- Olaia Maneiro – voce e tamburello (dal 2016)
- Sabela Maneiro – voce e tamburello (dal 2016)

## Discografia

### Album in studio
- 2018 – Tanxugueiras
- 2019 – Contrapunto
- 2022 – Diluvio

### Singoli
- 2019 – Desposorio
- 2019 – Perfidia
- 2020 – Tenerlo
- 2021 – Midas
- 2021 – Telo (con Dj Mil)
- 2021 – Palabras que abrazan (con Zuriñe Hidalgo, Flora Sempere, El Diluvi, Laura Esparza, Esther e Ester Girona)
- 2021 – Coda (con Chalart58)
- 2021 – Figa
- 2021 – Terra
- 2022 – Averno (con Rayden)
- 2022 – Pano corado
- 2022 – Desidia
- 2022 – Seghadoras
- 2022 – Fame de odio